# 353 Ruperto-Carola
353 Ruperto-Carola è un asteroide della fascia principale. Scoperto nel 1893, presenta un'orbita caratterizzata da un semiasse maggiore pari a 2,7326664 UA e da un'eccentricità di 0,3303466, inclinata di 5,71109° rispetto all'eclittica.
Il suo nome è dedicato all'Università Ruperto Carola di Heidelberg, la più antica università tedesca (1386), così denominata in onore del fondatore Roberto I del Palatinato e del granduca Carlo Federico di Baden che la rifondò nel 1803.